# Janoš Murkovič
Janoš Murkovič (madžarsko János Murkovics), slovenski prekmurski učitelj, glasbenik in pisatelj, *23. december, 1839, Bučkovci, † 15. april, 1917, Lendavske Gorice. 
Rodil se v Bučkovcih pri Mali Nedelji v okolici Ljutomera na Štajerskem. V leksikonskih podatkih so napačni podatki, ki Malo Nedeljo določijo za njegov rojstni kraj. Oče je bil kajžar Martin Murkovič, mati mu je bila kajžarica Elizabeta Šegula.
Študiral je v Nemčiji, od leta 1862 je delal v Beltincih, ki so takrat spadali pod Ogrske. Tam je napisal svoje prvo in edino svojo delo Abecednik, prvo knjigo v prekmurščini, napisano v gajici. Pred tem so Slovenci na tem območju pisali samo v madžarskem črkopisu. Kasneje sta bili še dve deli izdani v gajici: Prirodopis Imreta Augustiča in Perve knige Jožefa Bagarija.
Leta 1878 je zapustil Beltince in delal v Trbovljah. Od leta 1880 je učil v Dolnji Lendavi, 1910 pa se je upokojil. Do smrti leta 1917 je živel v Lendavskih Goricah, kjer je tudi pokopan.  

## Dela
- Abecednik za katholičanske vesničke šolé po velejnyi s. Štefana drüšbe, 1878 (COBISS)